# 托莱多街

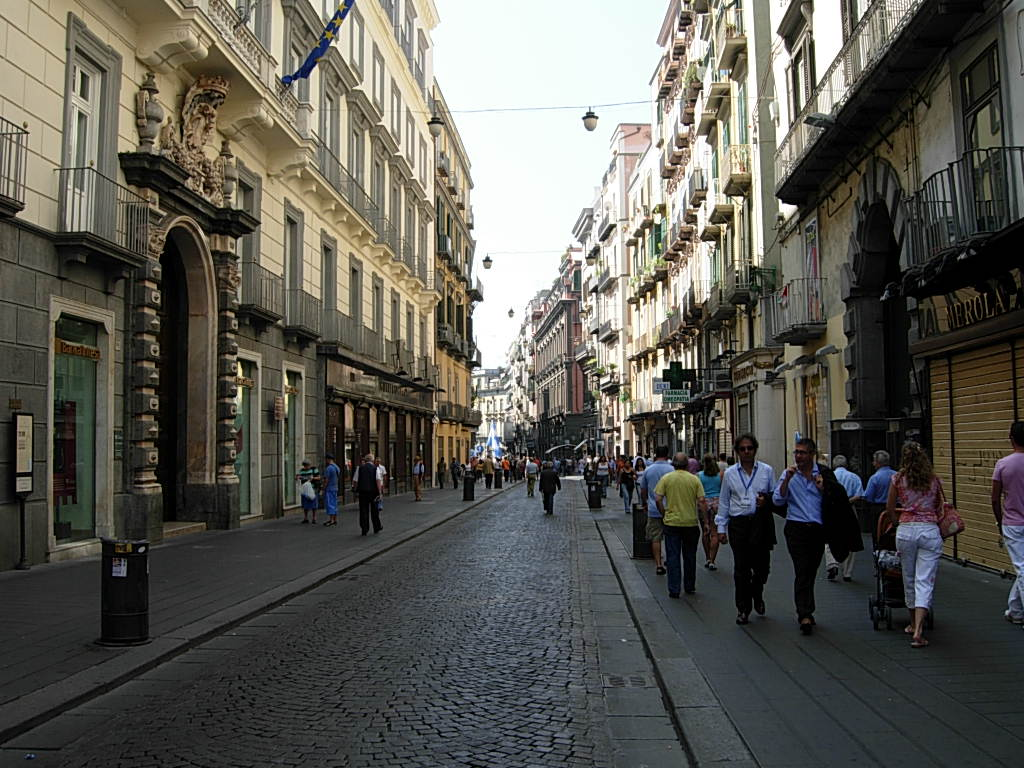
托莱多路

托莱多街（Via Toledo）是意大利那不勒斯的一条主干道，长度2公里多。1536年西班牙总督下令修建。从1870年到1980年代，曾经命名为“罗马路”，以纪念统一的意大利的首都。
托莱多路北起但丁广场，南到的里雅斯特与特伦托广场，与迪亚兹路等数条重要街道交汇，沿路有翁贝托长廊及众多商铺，亦有一些教堂（例如圣神教堂）和宫殿，是那不勒斯购物与文化生活的中心。近年，托莱多路已经部分改为步行街。
那不勒斯地铁1号线在托莱多街设有托莱多站。